# باتو آنانیان
پاتو آلکساندری آنانیان (پاتواکان آنانیان) (ارمنی: Պատո Ալեքսանդրի Անանյան (Պատվական Անանյան؛ زاده ۲۷ دسامبر ۱۹۱۱ - درگذشته ۶ مهٔ ۱۹۹۱) صحنه‌نگار اهل ارمنستان بود. وی بین سال‌های - تا - میلادی فعالیت می‌کرد.

## زندگی‌نامه
وی در ۲۷ دسامبر ۱۹۱۱ در دیلیجان در به دنیا آمد و از آکادمی امپریال هنر فارغ‌التحصیل گشت.  وی همچنین برنده جوایزی همچون چهره هنری شایسته ارمنستان شوروی (۱۹۴۶) شد. وی در ۶ مهٔ ۱۹۹۱ در سن ۷۹ سالگی در ایروان درگذشت.

## گزیده آثار
- زانگه‌زور (فیلم) (۱۹۳۸)